# Андрійчина
Андрійчи́на (підписувався, як Андрейчина многогрешный; нар. ? — пом. ?) — український художник-мінітюарист XVI століття. 

## Життєпис
Родом із західно-білоруських або південно-західних українських земель. Працював на Волині.
Виконав:
- заставки та мініатюру із зображенням Григорія Двоєслова до «Служебника» (перша половина XVI століття; Державний історичний музей у Москві);
- зображення євангелістів, заставки, буквиці до «Четвероєвангелія» (1575; Новгородський історико-художній музей).

Художника вважають автором мініатюр у «Холмському євангелії» (XIII століття, виконані в XVI столітті; Російська державна бібліотека в Москві).
Стилістично твори Андрійчини пов'язані з пізніми готичними та ранніми ренесансними традиціями в українському мистецтві, що виявилось, як в орнаментиці, якою прикрашені рукописи, так і в трактуванні образу людини.